# Грегоріо Манзур
Грего́ріо Манзу́р (Gregorio Manzur; *9 травня 1936, м. Мендоса, Мендоса, Аргентина — 2 лютого 2022, Париж, Франція) — аргентинський журналіст, прозаїк, поет, актор і драматург; практикував тайцзіцюань і написав книги на цю тему; жив і працював у Парижі (Франція).

## З життєпису
Народився у Мендосі (Аргентина) в 1936 році.
Починаючи від 1965 року жив у Франції. Після навчання в Інституті вищих кінематографічних досліджень став журналістом на Radio France, а потім виконавчим продюсером France Culture.
Він здійснив декілька поїздок до Китаю та Індії, що дозволило йому зустрітися з експертами в бодітехніці. Його зустріч із майстром Гу Мейшеном у 1984 році зумовила велику роль тайцзіцюань у його житті.
У 1985 році він зіграв роль Карлоса Гарделя у франко-аргентинському фільмі режисера Фернандо Езекіеля Соланаса «Танго, вигнання Гарделя» (Tangos, l'exil de Gardel).
У 1989 році Грегоріо Манзур опублікував книгу Sangre en el ojo (укр. Кров у оці), яка неоднозначно, але в цілому схвально була сприйнята критикою, як детальний і водночас меланхолійний зріз-картина сучасного авторові соціуму з його вадами і проблемами.
Помер на початку лютого 2022 року у Парижі.

## З доробку
Грегоріо Манзур — різноманітний і широкоплановий автор, який писав іспанською, його твори перекладались і друкувались французькою.

### Фільмографія
Як актор
У кіно
- 1985 : Tangos, l'exil de Gardel (Tangos, el exilio de Gardel ), франко-аргентинський фільм режисера Фернандо Езекіеля Соланаса, в якому Грегоріо Манзур грає Гарделя.

На телебаченні
- 1987 : Patte de Velours, французький телефільм режисера Неллі Каплан, у якому Грегоріо Манзур грає залицяльника